# 和平与进步广播电台
和平与进步广播电台（俄语：Мир и Прогресс）是一家苏联的国际广播电台，1964年11月开始广播，苏联解体前后停播。名义上是一家由“苏联群众团体”主办的广播电台，实际是苏联官方的一个专门对外宣传的电台。

## 概况
和平与进步电台用11种语言向亚洲、中东、非洲、拉丁美洲和欧洲地区进行宣传播音。据统计，1981年该台每周播出161小时，其节目以反美亲苏宣传为主，并针对不同地区进行不同的宣传。
该台被中华人民共和国政府视为“敌台”，曾在对华广播率先披露一些由克格勃特工收集到、在中国大陆尚鲜有人知的的新闻，也曾在在对华广播节目中播放过一些当时在中国大陆被禁的文艺节目（如传统戏曲、民歌等）。中苏交恶时期，中国政府指责其“进行反华叫嚣”、“网罗叛国投修分子”，且对该台进行干扰，直到1980年代中后期以后才取消干扰。